# マタンゴ
『マタンゴ』は、1963年（昭和38年）8月11日に公開された日本の特撮ホラー映画。製作・配給は東宝。カラー、東宝スコープ。監督は本多猪四郎、主演は久保明。
同時上映は『ハワイの若大将』。

## 概要
「変身人間シリーズ」の番外編的作品。ウィリアム・ホープ・ホジスンの短編海洋綺譚『夜の声』を原作（原案）とし、翻案・脚本化された。
人間社会から隔絶された無人島を舞台とし、極限状態に置かれた人間のエゴイズムを描き出している。怪物以上の恐ろしさを感じさせる俳優陣の熱演も評価されている（詳細は#評価を参照）。
内容こそ奇談・怪談に属する恐怖映画であるが、同時上映の明るい青春映画『ハワイの若大将』とのギャップも手伝い、今日でもSFやホラー映画マニアの間で語り継がれている。また、カルト映画の1つとしても知られており、「世界の珍妙ホラー映画ベスト5」の第3位に挙げられているほか、海外での人気も高い。監督の本多猪四郎も、本作品を自身の代表作の一つに挙げている。
しかし、興行的には成功であったとは言えず、本作品と翌年の『宇宙大怪獣ドゴラ』が低迷に終わった結果、本格SF路線はゴジラシリーズなどの怪獣路線へ吸収されていった。製作の田中友幸は、雰囲気作りには成功していたとしつつ、流行していた怪獣映画と紛らわしい売り出し方であったと述懐している。
本作品公開の前月である1963年7月に公開された『日本一の色男』（監督：古澤憲吾）の劇場予告編の末尾には、約20秒の尺に描き文字と効果音のみで構成された本作品の告知が追加されている。
アメリカでは日本公開当時は劇場公開が実現せず『Attack of the Mushroom People』（直訳：キノコ人間の襲撃）のタイトルでテレビ放映されるだけに終わったが、イタリアでは2016年に第18回ウディネ・ファーイースト映画祭にて、特集上映「BEYOND GODZILLA: ALTERNATIVE FUTURES AND FANTASIES IN JAPANESE CINEMA」（「ゴジラの向こう側: 日本映画におけるオルタナティブとファンタジー」）の1作として上映された。
2022年には、4Kデジタルリマスター版が制作された。

## あらすじ
東京の病院に収容されている青年・村井研二が、自らが遭遇した恐怖の体験を語り始めた。
ある日、豪華なヨット「あほうどり号」で海に繰り出した村井たち若い男女7人が嵐に遭って難破し、南太平洋の霧に包まれた無人島に漂着するが、そこはカビと不気味なキノコに覆われた孤島であった。波打ち際に唯一佇む難破船には、少数の食料や未知のキノコ「マタンゴ」の標本が残っていたものの生存者はおらず、「船員が日々消えていく」と書かれた日誌や、「キノコを食べるな」という警告が発見されたうえ、この船が実は核実験の影響を調査する海洋調査船であったことが判明する。また、船内の鏡はすべて割られていた。
7人は当初こそキノコに手を出さず、理性を保って協力していたが、まもなく食料と女性を奪い合って対立する飢餓と不和の極限状態が訪れ、皆の心はバラバラになっていく。また、島の奥からは等身大のキノコに似た不気味な怪物が出没し始め、1人、また1人と禁断のキノコに手を出していく。
その後、唯一キノコに手を出さず怪物の魔の手からも逃れてヨットで島を脱出した村井は幸運にも救助され、こうして病院へ収容されることとなったが、そこは精神病院の鉄格子の中だった。難を逃れたはずが狂人として隔離されてしまった村井は、「戻ってきてきちがいにされるなら、自分もキノコを食べて恋人と島で暮らしたほうが幸せだった」と後悔し、窓から平和な東京の町を眺めて悲観に暮れながら鉄格子の方を振り返る。病院関係者たちの好奇と畏怖の注目を集める村井の顔には、彼が島で見たマタンゴが生え始めていた。

## 第三の生物 マタンゴ
劇中では、「どこかの国が行った水爆実験の放射線によって変異したキノコを食した人間の成れの果て」と設定されている。マタンゴを食した者は、全身を次第に胞子で覆われるにつれて知性や理性が失われていき、成体（キノコ人間）への変身と共に人間としての自我は消失し、怪物への変異が完了する。難破船の日誌には、「島で発見した新種のキノコ」や「麻薬のように神経をイカレさせてしまう物質を含む」と記録されていた。
怪物の成体は、マタンゴによる変異が全身におよんで人間当時の各部がうかがえなくなっており、かろうじて人型と認識できる容姿である。一方、変身途上は人間当時の各部がまだうかがえる容姿であるほか、無施錠のドアを手指で開ける、背後から人間を襲って島の内陸部に拉致するなどの運動能力や知能が残っているが、いずれも発声能力はほぼ失せており、うめき声程度しか発しない。また、薬品や火、光に弱いほか、銃弾では死なないものの銃身で殴られると腕がもげる（ただし、血は大して流れない）など、骨肉の強度は人間のそれより劣る。
マタンゴが自生する島は木々が多々茂っているうえにいつも霧に包まれており、昼でも暗い。歩けば1日もかからず反対側に行ける広さしかないこの島には、潮や霧の影響から多くの船が島に引き寄せられて座礁するため、近海地域は「南太平洋の船の墓場」と形容されている。浜にはウミガメが産卵に来るが、鳥類は決して島に近づこうとしない。島内に獣類はまったく生息しておらず、先述のウミガメの卵以外に人間が食料とできるものは、わずかに自生しているイモ類くらいである。
- 名はキノコの一種であるママダンゴから採られた[49]。変身途上のマタンゴを、マタンゴ怪人と記述した書籍もある[出典 12]。小松崎茂による完全体のデザイン画では、マッシュルームに由来するマグマという名称が記されていた[53][13]。
- 劇場公開当時のポスターでは「吸血の魔手で人間を襲う“第三の生物”マタンゴの恐怖！」と記述されている[注釈 14]が、作品にそのような設定や描写は無い。また、「核実験で生まれたキノコ」という設定以外に文明批評的なものも無く、人間の我欲の行き着くところが無我・無自性のキノコ怪人であり、それが人間性に潜在する本性であるかのようなニヒリスティックなストーリー構成となっている。
- 声は、人間の声を加工したもの[55][56][注釈 15]。『ウルトラQ』に登場するケムール人やリリー、『ウルトラマン』に登場するバルタン星人などの声に流用された[出典 13]ほか、ジョージ・A・ロメロ監督『ゾンビ』の日本公開版の予告編ではゾンビの呻き声としても流用されている[38]。

デザイン・造型
デザインは小松崎茂が担当。キノコ雲をイメージしている。
スーツ造型は利光貞三が担当。スーツはワンピース状の1体と、頭部と胴体が分かれたツーピース状の4体が作られた。全高は3メートルほどだが、ラテックス製ゆえ、重量は従来の怪獣よりも最も軽い30キログラムほどであった。表面には光を反射するスコッチライトや蛍光塗料などを施し、青白く発光するようになっている。
スーツアクターは中島春雄ほかが担当。中島は、演技のやりようがなく嫌々やっていたと述べているが、スーツは軽く立ち回りもないので楽であったとも述べている。
マタンゴ怪人のマスクもラテックス製。マスク制作は利光ではなく、八木寛寿らが担当した。
森の中のキノコの造形物は、発泡剤を石膏や一斗缶に入れて膨らませている。なお、小さなキノコには後述のバヤリースオレンジの缶、中くらいのキノコにはコンビーフの缶、大きなキノコにはペンキの缶がそれぞれ使われた。
複数出現したマタンゴ成体の中には、エノキタケに似た形態の個体もいた。これは小松崎によるデザインに基づいた造形の着ぐるみであるが、1体しか製作されていないらしく、出番は少ない。

## キャスト
- 村井研二[65][66]（城東大学心理学研究室の助教授）：久保明
- 関口麻美[65][66]（歌手。笠井の愛人）：水野久美
- 作田直之[65][66]（笠井産業の社員）：小泉博
- 小山仙造[65][66]（臨時雇いの漁師）：佐原健二
- 吉田悦郎[出典 19]（新進の推理作家[67]）：太刀川寛
- 笠井雅文[65][66]（青年実業家。笠井産業の社長）：土屋嘉男
- 相馬明子[65][66]（村井の教え子で婚約者）：八代美紀
- マタンゴ[出典 20]（マタンゴ怪人[69]、難破船内の黒い影[70]）：天本英世
- 東京医学センターの医師[出典 21]：熊谷二良
- 警察関係者[6][注釈 18]：草間璋夫
- 東京医学センター医師[6][70]：岡豊
- 東京医学センター医師[73][66]：山田圭介
- 警察関係者[6][注釈 18]：日方一夫、手塚勝巳
- マタンゴ[出典 22]：中島春雄、大川時生、宇留木耕嗣、篠原正記
- マタンゴ[6][70]（マタンゴ怪人[69]）：伊原徳
- マタンゴ[出典 23]（マタンゴ怪人[69]）：鹿島邦義
- 東京医学センター看護婦[6][70]：林光子
- 東京医学センター看護婦[出典 24]：一万慈鶴恵

## スタッフ
参照
- 製作：田中友幸
- 原案：星新一[16][68][注釈 19]、福島正実（ウイリアム・ホープ・ホジスン『闇の声』より）
- 脚本：木村武
- 撮影：小泉一
- 美術：育野重一
- 録音：矢野口文雄
- 照明：小島正七
- 音楽：別宮貞雄
- 整音：下永尚
- 監督助手：梶田興治
- 編集：兼子玲子
- 音響効果：金山実
- 現像：東京現像所
- 製作担当者：中村茂
- 特殊技術
  - 撮影：有川貞昌、富岡素敬
  - 光学撮影：真野田幸雄、徳政義行
  - 美術：渡辺明
  - 照明：岸田九一郎
  - 合成：向山宏
  - 監督助手：中野昭慶
  - 製作担当者：小池忠司
- 特技監督：円谷英二
- 監督：本多猪四郎

### スタッフ（ノンクレジット）
- 撮影助手（特撮）：川北紘一[6]
- デザイン：小松崎茂[77]
- 造型：利光貞三[77]

## 製作
当初は早川書房の雑誌『S-Fマガジン』にて「空想科学小説コンテスト」を共催し、それに入選した作品の映画化を予定していたが該当作が無かったため、同誌の編集長であった福島正実の提案によって原作を決定し、福島自身が脚色を手掛けた。原案には、SF作家の星新一も名を連ねているが、実質的にはラストについての意見を出したこと以外はほぼノータッチである。
監督の本多猪四郎は、本作品はワライタケとバミューダトライアングルがヒントになったと述べており、地球上には不思議な場所がまだあるということを表現したかったが、実際の作品は小ぶりになってしまったと語っている。

### 造型
キノコのミニチュアには、開発されたばかりでまだ使用目的の無かった発泡ウレタンが使われた。キノコがみるみるうちに発育していくシーンは、実際に発泡ウレタンが反応して膨れ上がる様子をそのまま使っている。監督の本多猪四郎はこの手法を高く評価しており、試作時に思わず拍手したというほか、後年のインタビューでもこの件を特撮スタッフのアイディアと努力の一例として挙げている。
笠井役の土屋嘉男は、撮影までマタンゴの姿を知らずセットで初めて見たが、着ぐるみはヨチヨチ歩きでセットも『白雪姫』のような雰囲気であったため、笑ってしまったという。麻美役の水野久美も最初は笑っていたが、だんだん不気味になっていき、特に天本英世のメイクが怖かったと述懐している。土屋も、撮影時はリアルな怪物を想像していたが、映画全体として見れば気が狂った人々が見た非現実的な描写としては良かったとも述べている。着ぐるみによる演技も本編監督の本多が演技指導を行った。
キャストが食べる劇中のキノコは、米粉をキノコ形に練った和菓子素材の蒸し菓子を、食紅などでピンク色に着色したもの（「新粉細工」と呼ばれるもの）である。菓子は成城凮月堂が映画用に作っており、毎朝撮影所に蒸したてが届けられた。しかし、そのままでは味気なかったため、土屋の提案で砂糖を加えて食べやすくしたところ大変好評で、水野は特に気に入って食べていたといい、スタッフたちも撮影の合間につまみ食いをしていたという。土屋は上品な甘さであったと証言しており、村井役の久保明も本当においしかったと述懐している。
ヨットの造形物は、フルスケールの本編セットと特撮スタジオプールでのミニチュアが用いられた。ミニチュアだったがかなり大きいものであり、実際に航行可能だった。ただし、美術助手の井上泰幸によれば、動きが悪かったので本物のヨットを用いて撮影しようという案も挙がっていたという。セットでの難破船内の装飾には、『モスラ』で用いられたモスラが吐く糸としてゴム糊を噴出する装置が用いられた。助監督の中野昭慶によれば、この装置自体は元々スリラー映画などで蜘蛛の巣の表現として用いられていたものであったという。
井上は、当初マタンゴの森を葉のない枯れ木の森としてデザインしたが、特技監督の円谷英二からはキノコが生えているのだから鬱蒼としていなくてはならないと指摘され、慌ててセットに木を植えていったという。
村井が収容された病室の窓から見える景色は、合成ではなくミニチュアで表現された。井上は、円谷がすべてミニチュアで撮影しようと検討していたことを後に知ったという。ネオンサインには本物のネオン管を用いているが、危険であることから撮影所では制作できず、業者に外注している。ミニチュアによる風景は、人間社会が虚飾にまみれた作り物であるということを、ネオンサインは、人間社会の毒々しさをそれぞれ表現しているとされる。また、久保によれば、村井の顔に何もないパターンも撮影していたといい、本多や製作の田中友幸らはどのようにすべきか悩んでいたという。脚本第1稿にも村井の顔の描写はなく、本多のアイディアであったとされる。
なお、大阪の東宝敷島劇場・敷島シネマに掲げられた本作品の看板の前には、劇中よりも巨大に制作された怪物の人形が展示された。また、上映開始が子供たちの夏休み期間中だったことからも、銀座などの劇場入口ではバヤリースのタイアップによる怪物の懸賞ぬり絵が配布された。

### 撮影
合成機器として、オックスベリー社の最新の光学合成撮影機「オプチカルプリンター1900シリーズ」が、本作品のために購入されている。合成を担当した飯塚定雄によれば、円谷英二は東宝に無理を言って買わせていたといい、本作品以降はオプチカル合成の技術が普及したと述べている。撮影助手を務めていた川北紘一は、同年の映画『大盗賊』で本格的に使用するため、本作品でテストを兼ねていたものと推測している。
ロケは伊豆大島と八丈島で行われたが、マムシが頻繁に出没するうえ、森のシーンではムカデなどが多く、スタッフやキャストを悩ませた。笠井役の土屋嘉男によると、霧の演出のためにスモークを焚いたところ、樹上からいろいろな虫が落ちてきて大騒ぎになったという。
小山役の佐原健二は、『モスラ対ゴジラ』のオーディオコメンタリーで「『マタンゴ』では、いやらしい雰囲気を出すために、ちょうど歯医者に行っていて（奥）歯の治療をしている時に、治療とは違う（前）歯を抜いてしまうことを思いつき、担当医には強く止められたが、役作りの一つとして歯を抜いた」と語っている。また、自著でも「本作品の役作りのために歯を抜いた」と記している。さらには、セットでのリハーサルの際にバケツの水が降り注ぐ中で（抜いた後に）差し歯にした歯を落としてしまい、大変だったとも述べている。こうして、佐原は本作品での演技が評価された結果、本多の勧めにより、翌年の『モスラ対ゴジラ』でも悪役を演じるなど、本作品以降は悪役も演じるようになっている。
後年にみうらじゅんが水野に尋ねたところによれば、彼女がキノコを手に取って妖艶な仕草で美味しさを伝えるシーンは、よく意味がわからないまま監督に何度も駄目出しされたという。
バヤリースとのタイアップにより、同社製品のバヤリースオレンジを飲むシーンがある。

### 登場人物のモデル
遭難する登場人物たちには、それぞれモデルとなった人物が存在する。これは脚本の木村武と監督の本多猪四郎が、脚本を仕上げていく段階で設定された。
ヨットのオーナーである会社社長・笠井は西武グループの堤義明・清二兄弟、小心者の推理作家・吉田は大藪春彦、仲間を見捨ててヨットで逃げ出す船長・作田は堀江謙一、大学助教授・村井はワイドショーで人生相談に出演していた学者（学生を自分の恋人にしている）、歌手・麻美は「芸能界のどこにでもいた女性」、ヨットマン助手・小山はそんな彼らを庶民の視点から見る人物となっている。
この設定は製作の田中友幸を怒らせたが、本多はほとんど直さずに作品を仕上げている。また、本多は尺があれば船に乗る前のイントロダクションとして、贅沢で非生産的な当時の裕福な若者たちの生態を描きたかったと述べている。
なお、水野は撮影当時はモデルが存在することは知らなかったと述べている。

## 映像ソフト
- LD、VHS
  - 1985年9月25日、ビデオ発売[111]。
  - 1998年12月23日発売、新装版[52][112]。
  - LD版には水野久美のフィギュア購入券、VHS版にはマタンゴ怪人のフィギュア購入券が封入された[52]。
- DVD
  - 通常版 - 2003年12月25日発売[113][114]。オーディオコメンタリーは久保明[114]。
  - 期間限定プライス版 - 2013年11月8日発売[115]。
  - 東宝DVD名作セレクション版 - 2015年7月15日発売[116]。
  - 東宝特撮映画DVDコレクション 15 - 2010年4月13日発売：デアゴスティーニ・ジャパン発売のDVD付きマガジン[117]。
  - ゴジラ全映画DVDコレクターズBOX vol.54 - 2018年7月24日発売：講談社発売のDVD付きマガジン[118]。
- BD
  - 2017年11月3日発売[119]。

## 書籍
小説版
福島正実による小説版が『笑の泉』1963年8月号（一水社）に掲載された。
1993年には『怪獣総進撃（怪獣小説全集 1）』（出版芸術社、ISBN 4882930714）に、1998年には『怪獣文学大全』（河出書房新社、ISBN 4309405452）に収録された。

漫画版
石森章太郎による漫画版が『少年』1963年9月号に掲載された。
1980年には『COMICSポップコーン』4号（光文社）に、2002年には『歯車 - 石ノ森章太郎プレミアムコレクション』（角川ホラー文庫、ISBN 4043610025）に収録された。

## 評価

### キャストやスタッフによる評価・証言
- 主演の久保明は、ロケやセットが豪華で、それぞれのキャラクターも確立されていて楽しい撮影であったと述懐している[98]。また、本作品を子供のころに観てキノコを食べられなくなったという感想を多く受けたという[98]。文明批判的な結末については、「東宝的ではなかった」と評している[98]。
- 水野久美は、本作品を自身の出演作で最も好きな映画に挙げている[出典 33]。海外のファンも多く、水野は数十年後にファンレターをもらうこともあるという[97]。本作品のスチールとして、水野の青と白のツートンカラーの水着スナップが紹介されることが多いが、水野によればこの水着は私物であり、映画の現場で撮影したものではないと述べている[86]。
- 土屋嘉男は、後年に海外でタクシー運転手から出演作を見たと言われ、黒澤映画かと思ったが挙がった題名は本作品であったという[30]。
- 小泉博は、人間の心理を追求してキャラクター作りを行っており、役者として楽しかったと述懐している[95]。また、グループ芝居で皆ノッており、本多もいつもより楽しそうであったことを証言している[95]。
- 佐原健二は、本作品は当時流行し始めていた覚醒剤を題材としており、その侵食する恐怖を描いていると評している[123]。
- 天本英世は、作曲家・サックス奏者の本多俊之が聞いたところによれば、マタンゴ怪人を自分から希望して演じたという[124]。
- 造型の利光貞三は、天本のマタンゴ怪人の演技を高く評価していた[46]。一方、天本はフルメイクのままで東宝の食堂にて昼食を取らなければならず、スタッフをかなり驚かせたという[46]。
- マタンゴ役の中島春雄は、台本を読んでもキノコの怪物というものがピンとこず、円谷から「気楽にやってくれ」と言われ、実際に従来演じていた怪獣よりも苦労はなかったが、完成作品を観て奥深さを感じ従来の怪獣映画とは違う面白さであったと述べている[58]。

### 著名人による評価・着想
- 映画監督のスティーヴン・ソダーバーグは、幼少期に本作品を見た影響から30代ごろまでキノコを食べられなかったと語っている[出典 34]。ソダーバーグは本作品のリメイクを企画していた[29][26]が、東宝との合意に至らず断念している[126]。
- 俳優の斎藤洋介も、幼少期に本作品を見た影響からしばらくはキノコを食べられなかったという[127]。
- 東宝の女優であった高橋厚子も、本作品を見てキノコが食べられなくなったと述べているが、後に『ゲゾラ・ガニメ・カメーバ 決戦!南海の大怪獣』で久保・土屋・佐原ら本作品の出演陣と共演できたことが嬉しかったという[128]。
- お笑い芸人の板尾創路も、幼少期に本作品を見てトラウマになったとの旨を述べているが、人間模様や心理描写については今（2016年時点）見ても古臭さを感じないうえ、どんな題材でも一流の人たちが真面目に作れば後の時代に残るとの旨を、本作品の魅力として挙げている[129]。
- 映画監督の樋口真嗣は、「映画の主人公は、いい人で正しくあるべきというのは、本多さんの映画から学びましたね」と本多の人柄を述懐したうえで「おれの中では本多先生のダークサイドだと思っているんですよ」と本作品を批評している[130]。
- キノコ愛好家でもある写真評論家の飯沢耕太郎は、「『きのこ映画』の最大傑作といえば、『マタンゴ』以外にはちょっと考えられません」と本作品を絶賛しており[131]、キノコを手にした水野の妖艶な描写についても「『マタンゴ』がずっと語り継がれている一つの理由は、この恐怖とエロティシズムの相乗効果にもあると思います」と高く評価している[132]。
- 映画ライターの高橋諭治は、マタンゴを「欲望に目がくらむ人間という生き物のどうしようもない弱さ、愚かさにつけ込む悪魔のようなキノコ」と酷評したうえで、本作品を「決して単純なモンスター・ホラーではない」「ストーリーを、とてつもないインパクトと説得力をこめて成立させた唯一無二のホラー映画」などと高く評価している[26]。
- 著作家・英文学者の遠藤徹は、「ウィルス的な“感染”の原理によるブリコラージュ的な進化の方向が示されている」と評したうえで「夜の街で欲望を開放する我々観客も実はマタンゴ化しているのであり、日常生活にマタンゴの感染状態は取り入れられている」などと本作品を分析している[133]。
- 小説家・コラムニスト・映画評論家の友成純一は、「これはドラッグ映画、幻覚映画以外の何者でもない」と本作品を評したうえで「本作品と『モスラ』は幻覚のようにケバケバしく美しい」などと両作品のセットの異様さを称えている[134]。
- 作曲家・サックス奏者の本多俊之は、物語については「見せない怖さはイマジネーションが豊かになるので、最後までマタンゴが出なくても良かったかもしれない」との旨で評する一方、マタンゴについては「俺はキノコ大好きになって、マッシュルームの缶詰ばっかり食っていたなあ、このあと（笑）」と評している[124]。
- 音楽プロデューサーの釘嶋峰幸は、物語については「7人中で一番人が良さそうな作田が最初に逃げる様子の心理劇が凄い」との旨で評する一方、マタンゴについては「俺エノキはまだ大丈夫だったんだけど、あとはもう、ダメ（笑）」と評している[124]。
- 映画監督の船曳真珠は、「浸食されていく感じで徐々に盛り上げていき、どうもおかしいという流れの作り方が本当に素晴らしいうえ、人間という生き物を描いた力強く大人の映画」との旨で評している[124]。
- 漫画研究書籍や特撮研究書籍の著者としても知られる日本経済大学講師の坂口将史は、平成仮面ライダーシリーズ第15作『仮面ライダー鎧武/ガイム』に登場する怪人「インベス」の正体やそれも含めての物語を、マタンゴを想起させるとの旨で評している[135]。
- 映画史・時代劇研究家の春日太一は、「SFホラー映画の傑作である」と絶賛したうえで唐突な終幕を「容赦ない突き放し方のおかげで、初見時の衝撃が今も心の奥底で妖しく輝き続けている」との旨で評している[136]。
- 著作家・評論家の本橋信宏は、小学1年生時に人生観を変えた作品に一択で本作品を挙げている[102]。1962年公開の『キングコング対ゴジラ』に大満足したうえで父に見せられたが、同作品のように爽快な怪獣映画ではなく子供たちを相手とした夏休みに最も似合わない内容だったことからも、劇場入口にて貰った懸賞ぬり絵はそれによるトラウマを自宅にて再発動させるだけだったという[102]。
- 美術家・ポップアーティストの村上隆は、2006年にマタンゴから着想を得た作品「フラワー マタンゴ」を制作しており、これはフランスのベルサイユ宮殿でも展示されている[137]。

## 関連作品
- 小説『マタンゴ 最後の逆襲』（吉村達也、角川ホラー文庫、2008年1月25日、ISBN 4041789877） - 東宝の許諾を得た続編[22][138]。映画と作品世界がリンクしている[22]。
- 特撮テレビ番組『ゴジラアイランド』（1997年放送） - 本作品にちなんだ名の島・マタンゴ島が登場する[139]。
- 映画『サマータイムマシン・ブルース』（2005年） - SF研の部室に本作品のポスターが貼られている[140]。
- NHKの連続テレビ小説『カムカムエヴリバディ』（2022年） - 作中映画の1作として登場する[141]。